# Anne Shirley (skådespelare)
Anne Shirley, eg. Dawn Evelyeen Paris, född 17 april 1918 i New York, New York, död 4 juli 1993 i Los Angeles, Kalifornien, var en amerikansk skådespelare. Hon började som barnskådespelare vid fem års ålder, och hann under sin relativt korta karriär bli nominerad till en Oscar för bästa kvinnliga biroll för sin insats i filmen Stella Dallas.

## Biografi

### Uppväxt
Shirley föddes i New York och började skådespela under namnet Dawn O'Day vid fem års ålder. Hon hade en mycket framgångsrik karriär som barnskådespelare under stumfilmseran, och medverkade senare i filmer som 1930-talsversionen av Liliom, Tom Mixs Riders of the Purple Sage, So Big!, Three on a Match och Rasputin and the Empress.

### Karriär
År 1934 spelade hon karaktären Anne Shirley i Anne på Grönkulla, och tog därefter karaktärens namn som sitt artistnamn. Efter antagandet av namnet Anne Shirley spelade hon i Steamboat Round the Bend, Make Way for a Lady och Stella Dallas, för vilken hon nominerades till en Oscar för bästa kvinnliga biroll. Senare roller var i filmer som Få äro utvalda, Anne på egen hand, The Devil and Daniel Webster och Mord, min älskling!, som blev hennes sista film.

### Privatliv
Hennes första man var skådespelaren John Payne, och deras dotter är den före detta skådespelerskan Julie Payne. Julie gifte sig senare med Robert Towne, och tillsammans fick de dottern Katharine Towne, som under några år var gift med skådespelaren Charlie Hunnam. Shirleys andra man var producenten Adrian Scott. När han blev svartlistad och beslöt sig att flytta familjen till Europa, skrev hon i sista minuten ett brev där hon sade att hon hellre stannade kvar och skiljde sig från honom. Hennes tredje man var Charles Lederer, brorson till Marion Davies. De fick en son som heter Daniel Lederer. Shirley hade också en kort relation med den yngre westernstjärnan Rory Calhoun och en annan med den franska filmstjärnan Jean-Pierre Aumont.
Shirley dog av lungcancer i Los Angeles, vid 75 års ålder den 4 juli 1993. För sina bidrag till filmindustrin har hon en stjärna på Hollywood Walk of Fame vid 7020 Hollywood Blvd.

## Filmografi

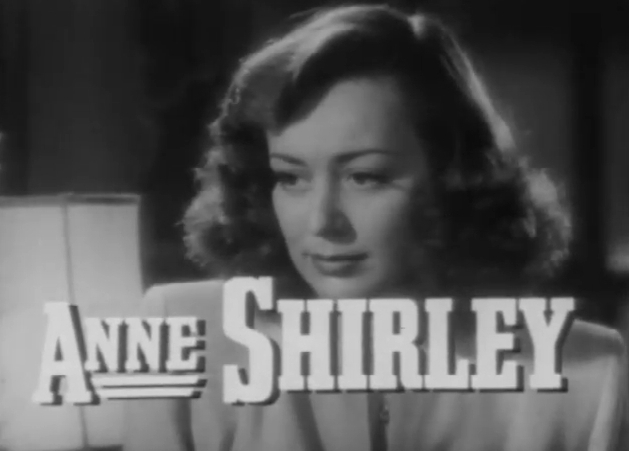
Anne Shirley 1944 i en trailer för Mord, min älskling!

| År   | Film                          | Roll                   | Notering                                     |
| ---- | ----------------------------- | ---------------------- | -------------------------------------------- |
| 1922 | The Hidden Woman              | Flicka                 | Som Dawn O'Day                               |
| 1922 | Moonshine Valley              | Nancy                  | Som Dawn O'Day                               |
| 1923 | The Rustle of Silk            | Flicka                 | Som Dawn O'Day                               |
| 1923 | The Spanish Dancer            | Don Balthazar Carlos   | Som Dawn O'Day                               |
| 1924 | The Man Who Fights Alone      | Dorothy                | Som Dawn O'Day                               |
| 1924 | The Fast Set                  | Lilla Margaret         | Som Dawn O'Day                               |
| 1925 | Riders of the Purple Sage     | Fay Larkin             | Okrediterad                                  |
| 1925 | Alice's Egg Plant             | Alice                  | Som Dawn O'Day                               |
| 1927 | Night Life                    | Dotter                 | Som Dawn O'Day                               |
| 1927 | The Callahans and the Murphys | Mary Callahan          | Som Dawn O'Day                               |
| 1928 | Mother Knows Best             | Sally som barn         | Som Dawn O'Day                               |
| 1928 | 4 Devils                      | Marion som flicka      | Som Dawn O'Day                               |
| 1928 | Sins of the Fathers           | Mary som barn          | Som Dawn O'Day                               |
| 1930 | City Girl                     | Marie Tustine          | Som Dawn O'Day                               |
| 1930 | Liliom                        | Louise                 | Som Dawn O'Day                               |
| 1931 | Gun Smoke                     | Hortons dotter         | Som Dawn O'Day                               |
| 1931 | Hello Napoleon                | Den lilla flickan      | Som Dawn O'Day                               |
| 1931 | Howdy Mate                    | -                      | Som Dawn O'Day                               |
| 1931 | Rich Man's Folly              | Anne som barn          | Som Dawn O'Day                               |
| 1932 | Emma                          | Isabelle som barn      | Okrediterad                                  |
| 1932 | Young America                 | Flicka                 | Som Dawn O'Day                               |
| 1932 | So Big!                       | Selina Peake som barn  | Okrediterad                                  |
| 1932 | The Purchase Price            | Sarah Tipton, dottern  | Okrediterad                                  |
| 1932 | Three on a Match              | Vivian Revere som barn | Som Dawn O'Day                               |
| 1932 | Rasputin and the Empress      | Prinsessan Anastasia   | Okrediterad                                  |
| 1933 | The Life of Jimmy Dolan       | Mary Lou               | Okrediterad                                  |
| 1934 | This Side of Heaven           | Blomtjej               | Som Dawn O'Day Scener bortklippta            |
| 1934 | Picture Palace                | Dawn                   | Som Dawn O'Day                               |
| 1934 | School for Girls              | Catherine Fogarty      |                                              |
| 1934 | Finishing School              | Billie                 | Som Dawn O'Day                               |
| 1934 | Private Lessons               | Dawn                   | Som Dawn O'Day                               |
| 1934 | The Key                       | Blomtjej               | Som Dawn O'Day                               |
| 1934 | Bachelor Bait                 | Miriam Ann Johnson     | Okrediterad                                  |
| 1934 | Anne på Grönkulla             | Anne Shirley           |                                              |
| 1935 | Chasing Yesterday             | Jeanne Alexandre       |                                              |
| 1935 | Steamboat Round the Bend      | Fleety Belle           |                                              |
| 1936 | Chatterbox                    | Jenny Yates            |                                              |
| 1936 | M'Liss                        | M'liss Smith           |                                              |
| 1936 | So and Sew                    | -                      |                                              |
| 1936 | Make Way for a Lady           | June Drew              |                                              |
| 1937 | Too Many Wives                | Betty Jackson          |                                              |
| 1937 | Meet the Missus               | Louise Foster          |                                              |
| 1937 | Stella Dallas                 | Laurel 'Lollie' Dallas | Nominerad — Oscar för bästa kvinnliga biroll |
| 1938 | Condemned Women               | Millie Anson           |                                              |
| 1938 | Law of the Underworld         | Annabelle Porter       |                                              |
| 1938 | Mother Carey's Chickens       | Nancy Carey            |                                              |
| 1938 | Girls' School                 | Natalie Freeman        |                                              |
| 1938 | A Man to Remember             | Jean Johnson           |                                              |
| 1939 | Boy Slaves                    | Annie                  |                                              |
| 1939 | Sorority House                | Alice Fisher           |                                              |
| 1939 | Career                        | Sylvia Bartholomew     |                                              |
| 1940 | Få äro utvalda                | Lucy Lee               |                                              |
| 1940 | Saturday's Children           | Bobby Halevy           |                                              |
| 1940 | Anne of Windy Poplars         | Anne Shirley           |                                              |
| 1941 | West Point Widow              | Nancy Hull             |                                              |
| 1941 | Unexpected Uncle              | Kathleen Brown         |                                              |
| 1941 | The Devil and Daniel Webster  | Mary Stone             |                                              |
| 1942 | Four Jacks and a Jill         | Karanina 'Nina' Novak  |                                              |
| 1942 | The Mayor of 44th Street      | Jessey Lee             |                                              |
| 1943 | Ona zashchishchayet rodinu    | Pasha                  | Engelsk röst                                 |
| 1943 | Lady Bodyguard                | A.C. Baker             |                                              |
| 1943 | The Powers Girl               | Ellen Evans            |                                              |
| 1943 | Bombardier                    | Burton Hughes          |                                              |
| 1943 | Government Girl               | May Harness Blake      |                                              |
| 1944 | Man from Frisco               | Diana Kennedy          |                                              |
| 1944 | Music in Manhattan            | Frankie Foster         |                                              |
| 1944 | Mord, min älskling!           | Anne Grayle            |                                              |